# Asthenes harterti
El piscuiz gorginegro o piscuiz de garganta negra (Asthenes harterti), es una especie de ave paseriforme de la familia Furnariidae perteneciente al numeroso género Asthenes. Es endémica de Bolivia.

## Distribución y hábitat
Se distribuye a lo largo de la cordillera de los Andes del norte y centro de Bolivia.
Esta especie es considerada bastante común en su hábitat natural: el sotobosque y los bordes de bosques de la ladera oriental andina, cerca de la línea de vegetación arbórea, principalmente entre los 2500 y 3400 m de altitud.

## Sistemática

### Descripción original
La especie A. harterti fue descrita por primera vez por el ornitólogo alemán Hans von Berlepsch en 1901 bajo el nombre científico Schizoeaca harterti; la localidad tipo es: «Unduavi (Hichuloma), La Paz, Bolivia».

### Etimología
El nombre genérico femenino «Asthenes» deriva del término griego «ασθενης asthenēs»: insignificante; y el nombre de la especie «harterti», conmemora al ornitólogo alemán Ernst Hartert (1859–1933).

### Taxonomía
Esta especie, junto a Asthenes coryi, A. perijana, A. fuliginosa, A. griseomurina, A. helleri, A. palpebralis y A. vilcabambae (incluyendo A. ayacuchensis), estuvo anteriormente separada en un género Schizoeaca, y algunas veces fueron todas consideradas conespecíficas, aunque los patrones de plumaje difieren en un grado no encontrado al nivel de especies dentro de Furnariidae; los datos genéticos indican que, más que formar un grupo monofilético, todos estos taxones están mezclados dentro de Asthenes.

### Subespecies
Según las clasificaciones del Congreso Ornitológico Internacional (IOC) y Aves del Mundo se reconocen dos subespecies, con su correspondiente distribución geográfica:
- Asthenes harterti harterti (Berlepsch, 1901) – Andes del norte de Bolivia (La Paz).
- Asthenes harterti bejaranoi (Remsen, 1981) – Andes del centro de Bolivia (Cochabamba).

La clasificación Clements Checklist v.2019 no reconoce la subespecie bejaranoi.